# Sérgio Schuler
Sérgio Ralph Marc Schuler (* 8. November 1972 in Manchester, Vereinigtes Königreich) ist ein ehemaliger brasilianischer Skirennläufer.

## Karriere
Sérgio Schuler nahm erstmals 1991 an einer Alpinen Skiweltmeisterschaft teil. Dort belegte er Rang 62 im Super-G.
Schuler war Teil der ersten brasilianischen Mannschaft, die je an Olympischen Winterspielen teilnahm. 1992 in Albertville erreichte er als bestes Ergebnis den 64. Platz im Riesenslalom.
Nach den Olympischen Winterspielen trat Schuler nur noch im Jahr 2002 bei zwei Rennen in Valle Nevado an, danach ist er als Rennläufer nicht mehr in Erscheinung getreten.

## Privates
Schulers Schwester Evelyn nahm ebenfalls als Skirennläuferin an den Olympischen Winterspielen 1992 teil.

## Erfolge

### Olympische Winterspiele
- Albertville 1992: 64. Riesenslalom, 74. Super-G, DNF Slalom

### Weltmeisterschaften
- Saalbach-Hinterglemm 1991: 62. Super-G, DNF Slalom